# Cattedrale dell'Assunzione della Beata Vergine Maria (Lalitpur)
La cattedrale dell'Assunzione della Beata Vergine Maria ( in inglese: Cathedral of the Assumption of the Blessed Virgin Mary) è la cattedrale cattolica di Lalitpur, in Nepal, ed è sede del Vicariato apostolico del Nepal.

## Storia
La chiesa di Nostra Signora Assunta è stata dedicata dal cardinale Jozef Tomko, prefetto della Congregazione per l'Evangelizzazione dei Popoli, il 15 agosto 1995. La chiesa si trova a Dhobighat, sobborgo di Lalitpur, a pochi chilometri dalla capitale nepalese Kathmandu. La parrocchia Santa Maria Assunta conta 2.290 cattolici. Il parroco della cattedrale è padre Silas Bogati.
Il 23 maggio 2009, giorno in cui il Parlamento eleggeva il Primo ministro, un attentato dinamitardo ha devastato la Cattedrale dell'Assunzione, unico edificio di culto cattolico autorizzato nel Paese. L'esplosione, causata da un ordigno collocato sotto una sedia tra i fedeli, ha provocato tre morti e 13 feriti.